# Flottung

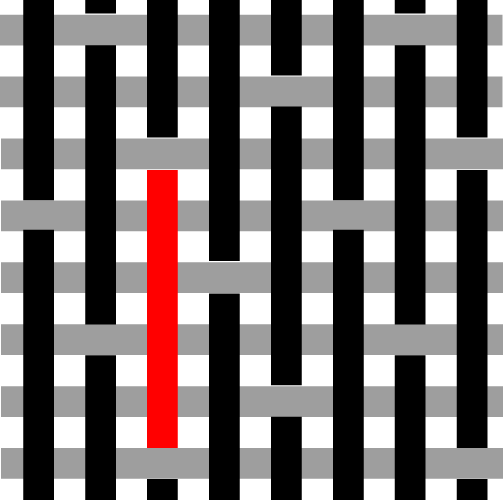
Atlasgewebe mit einer Flottung über 4 Schussfäden (grau)

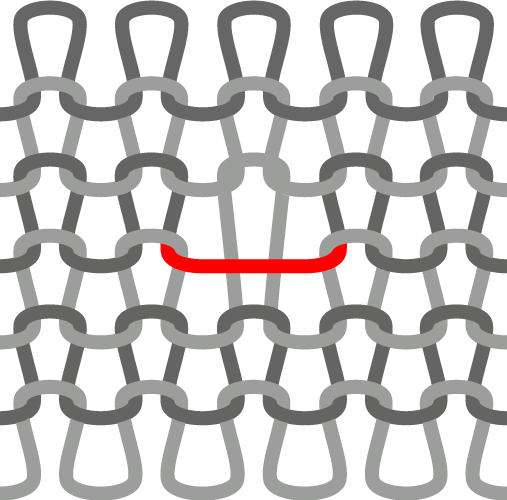
Maschenware mit einer Flottung über ein Maschenstäbchen

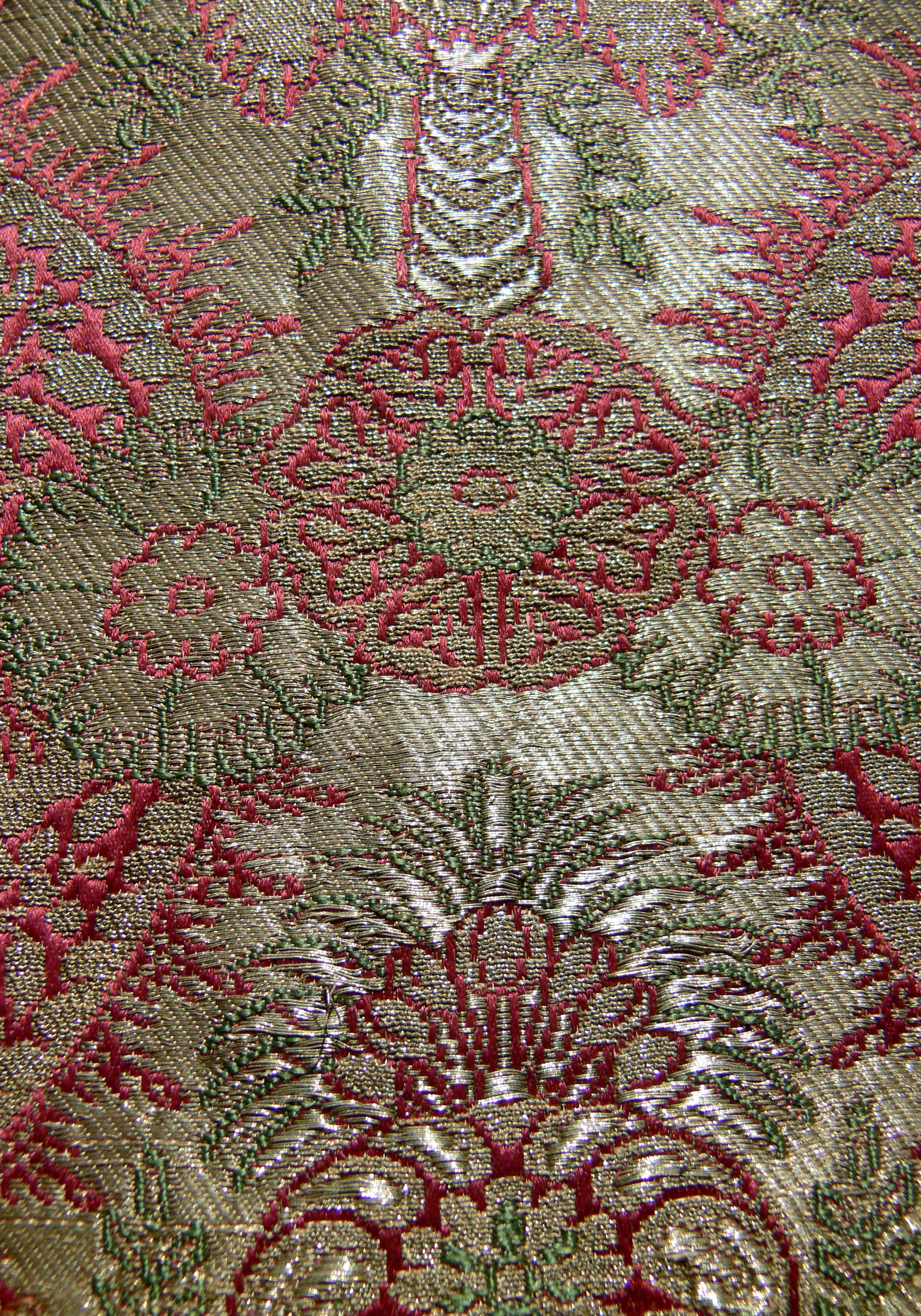
Brokat

Als Flottung bzw. Flottierung (von englisch to float, ‚schweben‘, ‚schwimmen‘, ‚frei beweglich‘) wird bei einem Gewebe der Abstand zwischen zwei Bindungs- bzw. Kreuzungspunkten bezeichnet. 

Bei Maschenwaren ist eine Flottung eine Fadenstrecke, die sich in Richtung der Maschenreihen über Maschenstäbchen erstreckt und durch Maschen oder Henkel begrenzt ist (englischer Begriff: lost stitch).

## Eigenschaften
Gewebe mit langen Flottungen, also offen liegenden bzw. nicht eingebundenen Fäden, sind geschmeidig und drapierbar. Jedoch sind sie auch anfälliger gegen mechanische Beanspruchung bzw. Verschleiß und werden daher eher für dekorative Zwecke oder z. B. für Abendkleidung gewählt. Gewebe mit kurzen Flottungen haben dagegen eine höhere Schiebefestigkeit und sind dadurch weniger gut drapierbar. 

Bei Maschenwaren vermindern Flottungen die Querelastizität.

## Beispiele
Gewebe in Leinwandbindung haben die kürzesten Flottungen. Gewebe in Atlasbindung sind dagegen durch besonders lange Flottungen gekennzeichnet. Ein Beispiel dafür ist Satin. Die stark flottierenden Schuss- und Kettfäden bewirken bei diesem auch die stark glänzende, glatte Oberseite.
Es gibt auch Gewebe mit speziell eingebrachten flottierenden Schussfäden wie z. B. Brokat.